# Breakthrough Propulsion Physics Project
Das Breakthrough Propulsion Physics Project (BPPP) (deutsch etwa Projekt für bahnbrechende Antriebsphysik) war ein Forschungs- und Evaluierungsprogramm der US-Raumfahrtbehörde NASA, das neue und unkonventionelle Antriebsmethoden für die Raumfahrt erforschte.

## Hintergrund
Ziel des Projektes war es, fundamental neue Möglichkeiten für Raumfahrzeugantriebe zu begutachten und etwa 60 Vorschläge auf ihre Realisierbarkeit zu überprüfen. Dabei wurden in Subprojekten, wie dem Quantum Vacuum Forces Project u. a. Vakuumenergie, Nullpunktsenergie, Casimir-Effekt, Warp-Antrieb, Antigravitation und Überlichtgeschwindigkeit erforscht.
Das Breakthrough Propulsion Physics Project fand von 1996 bis 2002 am Glenn Research Center im Rahmen des NASA Advanced Space Transportation Program statt und wurde von dem Physiker Marc G. Millis geleitet. Die Gesamtkosten des Programms beliefen sich auf 1,6 Mio. USD. Nach Beendigung des Projekts gründete Millis die Tau Zero Foundation, eine private Non-profit-Forschungsinitiative, die sich der weiteren Erforschung neuer Technologien und Erfordernisse für interstellare Raumflüge zur Aufgabe gemacht hat.
Im April 2017 beauftragte die NASA die Tau Zero Foundation mit der Interstellar Propulsion Review-Studie.
In den Millennium Projects von Lockheed Skunk Works und im Project Greenglow von BAE Systems wurden ähnliche Forschungsanstrengungen unternommen. Greenglow wurde von Ronald Evans geleitet und im Jahr 2005 offiziell eingestellt. Auch Entwicklungsabteilungen anderer Rüstungsbetriebe wie z. B. Boeing Phantom Works (Project GRASP – Gravity Research for Advanced Space Propulsion) und Northrop Black Widow befassten sich im Rahmen von geheimen militärischen Forschungsprogrammen, sog. Black Projects oder Special Access Programs, mit Antriebstechnologien und neuen fortgeschrittenen Flug- und Raumfahrtsystemen, wie z. B. Aurora und Ayaks. China und andere Nationen betreiben ebenso Forschung im Bereich alternativer unkonventioneller Antriebssysteme (z. B. EmDrive).

## Sonstiges
Das NASA Institute for Advanced Concepts und das Advanced Concepts Team der ESA forschen an der Entwicklung fortgeschrittener Konzepte und Methoden für die Raumfahrt.
Auch am NASA JSC wird im Advanced Propulsion Physics Laboratory, informell auch „Eagleworks“ genannt, an neuen Antriebstechnologien, wie z. B. dem Quantum Vacuum Plasma Thruster (Q-Thruster), geforscht und entwickelt. Neue Aspekte und Möglichkeiten für die Entwicklung eines Warp-Antriebes wurden untersucht und im Rahmen eines Symposiums des 100 Year Starship im September 2012 vorgestellt. NASA Johnson Space Center und Dakota State University planen in einer Reihe von Experimenten mit dem White–Juday warp-field interferometer, einer Art Michelson-Morley-Interferometer, ob es prinzipiell möglich sein könnte, die Metrik der Raumzeit (engl.:spacetime metric engineering) zu verändern und zukünftig für Antriebszwecke nutzbar zu machen.
An der Technischen Universität Dresden werden unkonventionelle Ansätze im Bereich Breakthrough Propulsion Physics von Martin Tajmar und seinem Team erforscht.
Im Rahmen des Programms NIAC (NASA Innovative Advanced Concepts) erforscht die NASA weitere unkonventionelle Konzepte, wie z. B. den Mach Effect Thruster.